# Osechi

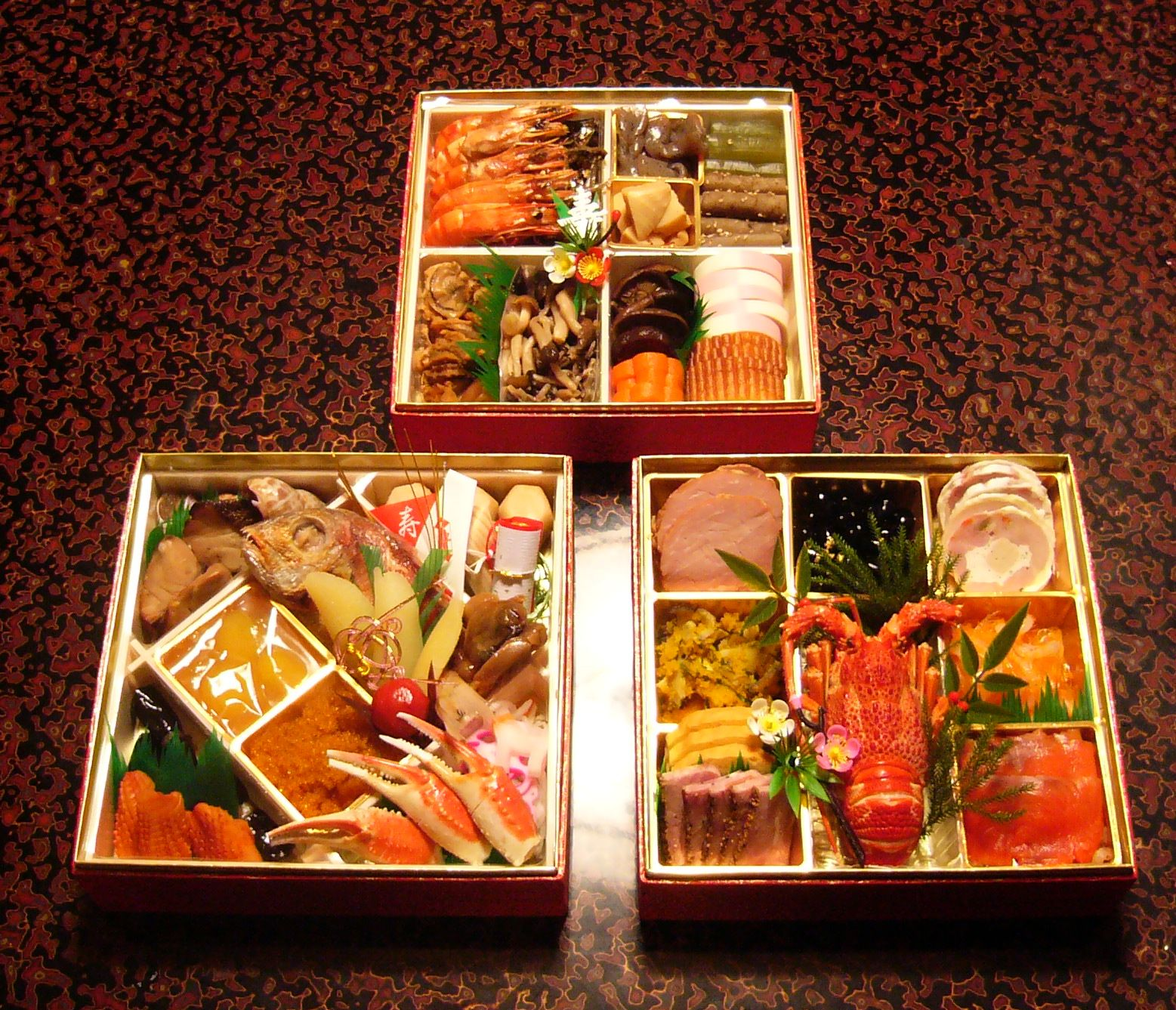
Osechi giapponese

Osechi-ryōri (御節料理? o お節料理?) sono dei cibi tradizionali giapponesi tipici del capodanno. La tradizione risale al periodo Heian (794-1185). Gli osechi sono facilmente riconoscibili grazie ai jūbako (重箱?), contenitori laccati, simili ai piccoli vassoi per il bentō. Come questi ultimi, i jūbako vengono spesso impilati prima e dopo l'uso.

## Storia
Il termine osechi originariamente indicava l'o-Sechi, un periodo o una stagione particolarmente significativa. Capodanno è stata una delle cinque feste stagionali (节句?, sekku) nella Corte imperiale di Kyoto. Questa usanza di celebrare particolari giornate è stata introdotta dalla Cina in Giappone.
In origine l'osechi consisteva solo di nimono, verdure bollite con salsa di soia e zucchero. Nel corso delle generazioni, la varietà di cibo incluso nell'osechi è aumentato. Oggi il termine osechi può riferirsi a qualsiasi cosa preparata appositamente per il nuovo anno, e alcuni piatti stranieri sono stati integrati in alcune varianti chiamate "osechi occidentalizzati" (西洋お節?, seiyo-osechi), come "osechi in stile cinese" (中華風お節?, chūkafū osechi). Mentre l'osechi, un tempo, era tradizionalmente preparato in casa, ora viene venduto anche già pronto nei negozi specializzati e nei negozi alimentari.

## Esempi di piatti osechi

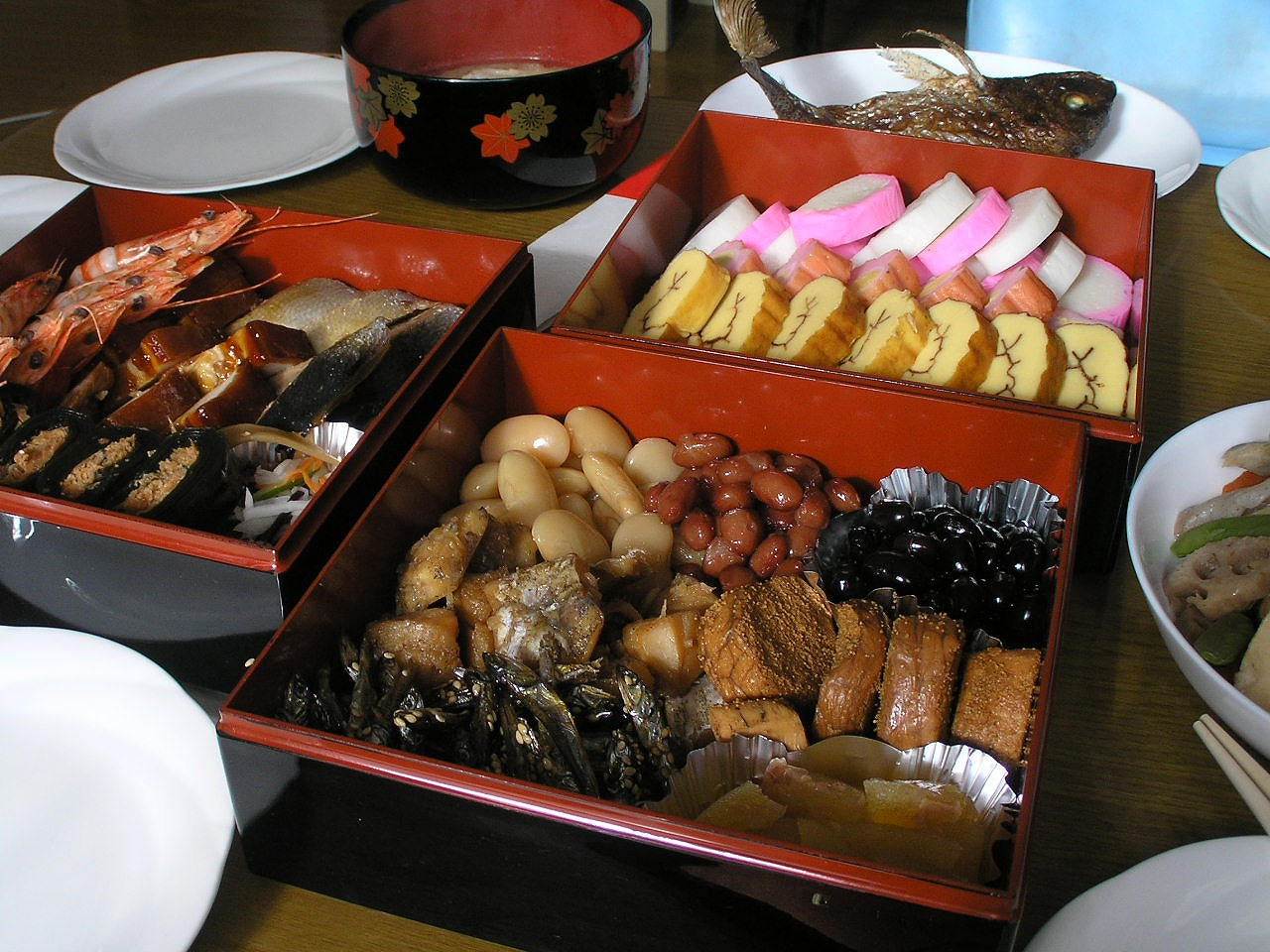
Osechi in cui si vedono datemaki, kamaboko, tazukuri e kuro-mame

I piatti che compongono l'osechi hanno ciascuno un significato particolare che celebra il nuovo anno. Alcuni esempi sono:
- Daidai (橙), arancio amaro giapponese. Daidai significa "di generazione in generazione", simboleggia un augurio per i bambini nell'anno nuovo.
- Datemaki (伊達巻き), frittata dolce arrotolata mescolata con pasta di pesce o purè di gamberetti. Simboleggiano un desiderio di buon auspicio.
- Ebi (エビ), spiedini di gamberi cucinati con sakè e salsa di soia.
- Kamaboko (蒲鉾), torta di pesce arrostito. Tradizionalmente, le fette rosse e bianche del kamaboko si alternano a filari o disposti in uno schema. Il colore e la forma ricordano il sole che sorge in Giappone, e hanno un significato celebrativo di festa.
- Kazunoko (数の子), uova di aringa. Kazu significa "numero" e ko significa "bambino". Esso simboleggia il desiderio di avere numerosi bambini nell'anno nuovo.
- Konbu (昆布), un tipo di alga. Se è associato con la parola yorokobu , significa "gioia".
- Kuro-mame (黒豆), soia nera. Mame significa anche "salute", che simboleggia un augurio per la salute nel nuovo anno.
- Nishiki Tamago (锦卵), involtini di uovo, l'uovo è separato prima della cottura, il giallo simboleggia l'oro, e il bianco l'argento.
- Tai (鲷), orata. Tai è associato alla parola giapponese medetai , simboleggia un evento di buon auspicio.
- Tazukuri (田作り), sarde secche cucinate in salsa di soia. Il simbolismo è di un raccolto abbondante.
- Zōni (雑煮), una zuppa preparata con brodo (diverso in base alle regioni) e mochi.